# Tongyu
För andra betydelser, se Tongyu (olika betydelser).
Tongyu är ett härad som lyder under Baichengs stad på prefekturnivå i Jilin-provinsen i nordöstra Kina. Det ligger omkring 220 kilometer nordväst om provinshuvudstaden Changchun.